# VR2
A VR2 (Via Rápida 2) é a mais recente via rápida na ilha da Madeira inaugurada no dia 25 de abril de 2017. A sua construção teve início em 2008 e esteve parada entre 2011 e 2015 devido a expropriações de terrenos com vinhas e à crise financeira em Portugal, mas com ajuda de Fundos Europeus foi possível retomar a obra para concluir 10 anos depois do início da sua construção.
O novo troço tem cerca 2,5 quilómetros de extensão e tem ligação com a VR1 (Nó da Ponte dos Frades), em Câmara de Lobos, e termina na freguesia do Estreito de Câmara de Lobos. Providencia de uma ligação rápida entre o centro de Câmara de Lobos pelo túnel de 1,2 quilómetros, que liga a Fonte da Pedra (Cidade Nova) ao Nó com a VR1 (Pedreira do Barradas), e as zonas altas do concelho como Estreito de Câmara de Lobos, Covão e à freguesia do Jardim da Serra.

## Perfil
A VR2 possui parcialmente um perfil transversal tipo de duas vias por sentido, sendo que em troços de ligação apresenta uma via por sentido.
| Lanço                                   | Perfil | Extensão |
| --------------------------------------- | ------ | -------- |
| Câmara de Lobos - Pedreira do Barradas  |        | 1,200 km |
| Pedreira do Barradas - Ponte dos Frades |        | 0,700 km |
| Ponte dos Frades - Vargem               |        | 1,000 km |
| Vargem - Estreito de Câmara de Lobos    |        | 0,800 km |

## Sublanços
Existem ao todo 4 sublanços e 3 túneis, totalizando um total de 3,700 km.
| Sublanço ( Nó )                               | km    |
| --------------------------------------------- | ----- |
| Cidade Nova                                   | 0,000 |
| Câmara de Lobos ( 0 ) – Ponte dos Frades      | 1,200 |
| Fonte da Rocha (Cidade Nova) - 1200 m         |       |
| Pedreira do Barradas (ligação à VR1)          | 1,350 |
| Pedreira do Barradas ( 1 ) – Ponte dos Frades | 0,700 |
| Covão - 335 m / 390 m (consoante o sentido)   |       |
| Ponte dos Frades ( 2 ) – Vargem               | 1,500 |
| Vargem ( 3 ) – Covão                          | 1,000 |
| Covão                                         | 3,700 |
| Vargem ( 4 ) – Estreito de Câmara de Lobos    | 0,900 |
| Estreito de Câmara de Lobos                   | 3,500 |